# رمسان
رمسان، روستایی است از توابع بخش مرکزی شهرستان خرمشهر در استان خوزستان ایران.

## جمعیت
این روستا در دهستان حومه شرقی  قرار داشته و براساس آخرین سرشماری مرکز آمار ایران که در سال ۱۳۸۵ صورت گرفته، جمعیت آن  199نفر (46خانوار) بوده‌است.